# Рейна Уеда
Рейна Уеда  (яп. 上田 麗奈 Уеда Рейна, нар. 17 січня 1994, префектура Тояма)  — японська сейю. Співпрацює с агентством 81 Produce. У 2015 році удостоїлась нагороди Seiyu Awards як найкраща актриса-початківець..

## Ролі

### Аніме-серіали
2012 рік
- Jormungand — Олена Бабурін

2013 рік
- Cardfight! Vanguard — Івасе, Макі Нагасіро
- Inazuma Eleven Go Galaxy — Катра Пейдж
- Infinite Stratos 2 — Сідзуне Такацукі
- Tamagotchi! — Кларісечі
- Tesagure! Bukatsu-mono — Мобуко Сонота

2014
- Cardfight! Vanguard: Legion Mate — Еліс Кері
- Cross Ange — Таня Забірова
- Go-go Tamagotchi! — Ламерчі, Судзуне
- Hanayamata — Нару Секія
- Inou-Batoru wa Nichijou-kei no Naka de — Наое Хагіура
- Isshuukan Friends — Ота
- Rail Wars! — Томом Ойто
- Tesagure! Bukatsu-mono Encore — Мобуко Сонота
- Tokyo Ghoul — Дзіро, Хідейосі Нагатіка, Місато Горі, Тагуті
- Zankyou no Terror — Харука Сібадзакі

2015 рік
- Aikatsu! — Яеї Ханава
- Anti-Magic Academy: The 35th Test Platoon — Ока Оторі
- Kekkai Sensen — Ніка
- Hacka Doll the Animation — Хака-лялька № 4
- Jitsu wa Watashi wa — Мікан Акемі
- Mikagura School Suite — Мейка Катаі
- PriPara — Адзімі Кікі
- Seiken Tsukai no World Break — Олена Аршавіна
- Tesagure! Bukatsumono Spin-off Purupurun Sharumu to Asobou — Мобуко Сонота
- The Rolling Girls — Момо Фудзівара
- Tokyo Ghoul √A — Дзіро, Місато Горі, Сідзуку Каваками

2016 рік
- Aikatsu Stars! — Лілі Сірогане
- Bakuon! ! — Хане Сакура
- Dimension W — Миру Юрісакі
- Kuromukuro — Софі Ноель
- PriPara — Джулулу, Джулай, Адзімі Кікі
- ReLIFE — Ан Оноя
- Shakunetsu no Takkyuu Musume — Кумами Цукінова
- " Покемон: Сонце і Місяць " — Мао

2017 рік
- Houseki no Kuni — геміморфіт
- ID-0 — загадкова дівчина
- Idol Jihen — Сатіе Кондо
- Idol Time PriPara — Мимико Дзігоку
- Little Witch Academia — Ясмінка Антоненко
- Minami Kamakura Koukou Joshi Jitensha-Bu — Хіромі Майхару
- Net-juu no Susume — Лілі
- Sakura Quest — Сіорі Синомія

2018 рік
- 3D Kanojo: Real Girl — Суміе Аядо
- Caligula — Мю
- Comic Girls — Судзі Фура
- Grancrest Senki — Айшера
- Ingress The Animation — Сара
- Kakuriyo no Yadomeshi — Сідзуна
- Märchen Mädchen — Артур Пендрагон
- SSSS. Gridman — Акане Сіндзо

2019 рік
- 3D Kanojo: Real Girl [ТВ-2] — Суміе Аядо
- Demon Slayer: Kimetsu no Yaiba — Канао Цуюрі
- Dr. Stone — Рурі
- Fruits Basket 1st season — Кіса Сома
- Grimms Notes the Animation — Рейна Фіма, Попелюшка
- Jimoto ga Japan — Коматі Юдзе
- Rifle is Beautiful — Місан Курої
- The Case Files of Lord El-Melloi II — Грей
- Wataten! — Міяко Хосіно

2020 рік
- Adachi to Shimamura — Таеко Нагафудзі
- Darwin's Game — Сюка Карино
- Fruits Basket 2nd season — Кіса Сома
- Koisuru Asteroid — Мое Судзуя
- Listeners — Дженіс
- The Millionaire Detective Balance: Unlimited — Махоро Саекі
- Little Witch Academia (2013) — школярка
- Mahou Shoujo Madoka Magica Rebellion (2013) — школярка
- Harmonie (2014 року) — Дзюрі Макіна
- Little Witch Academia 2 (2015) — Ясмінка Антоненко
- Harmony (2015) — Міаха Міхіе
- PriPara Minna no Akogare Let's Go PriPari (2016) — Адзімі Кікі

### OVA
- Little Witch Academia: Mahoujikake no Parade (2015) — Ясмінка Антоненко
- Bakuon !! (2016) — Хане Сакура

### Відеоігри
- Soul Reverse Zero — Елеонора
- Kaden Shoujo — ІТІКОМ
- The Caligula Effect — Му
- Girls 'Frontline — Carcano M1891, Carcano M91 / 38
- Grimms Notes — Рейна
- Moero Crystal — Руанна
- SINoALICE — Білосніжка
- Collar x Malice — Судзуне Уно
- Megami Meguri — Тоётама-хіме
- The Idolm @ ster Million Live! — Умі Косака
- Arknights — Роса
- Genshin Impact — Гань Юй[4]